# تيري ميرسير
تيري ميرسير (بالإنجليزية: Terry Mercer)‏ هو سياسي كندي، ولد في 6 مايو 1947. حزبياً، نشط في الحزب الليبرالي الكندي وكتلة مجلس الشيوخ الليبرالي ‏ (29 يناير 2014 – ). وقد انتخب عضو مجلس الشيوخ الكندي.